# 鴛鴦茶
鴛鴦茶（えんおうちゃ、広東語：ユンヨンチャー）は、香港で一般的な飲み物で、紅茶とコーヒーを混ぜ合わせたもの。広東語では「鴛鴦」（ユンヨン）と略すことが多い。日本語ではコーヒー紅茶と呼ばれる場合もある。多くは、砂糖と無糖練乳をたっぷり加えて飲むため、「鴛鴦奶茶」（えんおうだいちゃ、広東語：ユンヨンナーイチャー）とも呼ばれる（奶は乳の意）。

## 歴史
最初に誰が考案したのかは定かではないが、香港では数十年の歴史がある飲み物として定着している。
茶餐廳と呼ばれる香港の喫茶レストランでは定番のメニューのひとつとなっており、ホット（熱鴛鴦）とアイス（凍鴛鴦）が共に供されている。
アイスにはクラッシュアイスをたっぷり入れることが多く、通常、ホットよりも2香港ドルほど高い。特に指定しない場合、ガムシロップと無糖練乳もたっぷり入って出てくる。
日本で、ダイエット効果のある緑茶コーヒーが話題になった事があるが、この緑茶とコーヒーの2液混合に替えて紅茶とコーヒーにした場合でもコーヒーのクロロゲン酸と紅茶からある程度のテアニンが摂れるため、ミルク類、砂糖抜きで継続的に飲む事で、代謝促進やコレステロールの吸収抑制の効果が、期待出来ると考えられる。

## 作り方
大きく分けて、次の三つがあり、どれが良いとは一概に言えない。
1. 液体混合法：コーヒーと紅茶を別々に淹れてから混ぜる方法
2. 原料混合法：レギュラーコーヒーの粉と紅茶の茶葉を混ぜておいてから、湯を加える方法
3. 二段法：先に紅茶を淹れてから、コーヒーの粉に紅茶液を加える方法

1.はコーヒーと紅茶をメニューに載せて、別々に作り置きしている店の場合、最も簡単に客に出せる方法である。2.は都度淹れる場合に、手間が増えない方法である。3.は、最も手間のかかる方法。先にコーヒーを淹れることも可能ではあるが、紅茶の方が高温での抽出に適しているので、紅茶を先にする方が良いと考えられる。
紅茶、コーヒーの種類、淹れ方、量の組み合わせによって味はさまざまに変化するので、好みの味となる方法、配合を自分で見いだすのもひとつの楽しみとなる。紅茶7に対して、コーヒーが3が基本という言い方もされるが、逆の比率がいいとする言い方もある。香港の紅茶にはプーアル茶を少量ブレンドしている喫茶店が多いので、実際には中国茶、紅茶、コーヒーの三種混合である場合もある。

## バリエーション

### 鴦走
鴦走（ヨンザウ）は、無糖練乳の代わりに、加糖練乳を用いたもの。この「走」は、省くという意味で、砂糖を省くことを言う。

## 商品
香港の食料品店などでは、粉末化したコーヒー及び紅茶に砂糖、粉乳を加え、1杯分ずつを個包装した粉末飲料が複数のメーカーから発売されている。インスタント食品の一種で、湯を加えて飲む。
缶入り、ペットボトル入りなど、工場で作られた液体飲料は現在見られないが、日本のコンビニエンスストアーで紙パック入りのものが一時販売された。

## 鴛鴦の意味
オシドリ（鴛鴦）がいつも雄雌つがいで泳ぐ姿から、中国では男女同時に使うものや二つが一つになったものに「鴛鴦」の名を冠している事がある。
- 鴛鴦枕：二人で寝られるようにした長い枕。
- 鴛鴦浴：男女二人での入浴。
- 鴛鴦火鍋：香港や四川などで二種類のスープを使ってしゃぶしゃぶや寄せ鍋が食べられるように、まん中に仕切を設けた鍋。
- 鴛鴦炒飯：香港で一般的な、エビとチキンなど、異なる素材で作った二色のあんかけ炒飯。
- 鴛鴦雪糕：アイスクリームの2種盛り合わせ、または、2色重ね[2]
- 鴛鴦茶壺：中国江蘇省宜興の陶芸家蒋建明が考案した急須。中を二つに仕切って、一つの急須で二種類の茶を淹れられるようにしたもの。醤油差しにも応用されている。

また、靴下など、本来同じもので揃っているはずが、組違い、色違いなどになってしまった場合にいうこともある。
なお、「鴛鴦茶」には、男女二人で飲む茶という意味もあり、1925年にミュージカル『No, No, Nanette』のために作られ、世界的にヒットしたジャズのスタンダード「Tea for Two」（邦題: 二人でお茶を」）には「鴛鴦茶」という中国語のタイトルがつけられた。